# Leon Butler
Leon Edward Butler, ameriški veslač, * 2. december 1892, † 18. junij 1973.
Butler je za ZDA nastopil na Poletnih olimpijskih igrah 1924 v Parizu, kjer je v dvojcu s krmarjem osvojil bronasto medaljo.